# Вандаловський Сергій Вікторович
Сергій Вікторович Вандало́вський (нар. 7 грудня 1961, Київ) — український графік та іконописець; член Спілки художників України з 1994 року.

## Біографія
Народився 7 грудня 1961 року в місті Києві (нині Україна). Син художника Віктора Вандаловського. 1986 року закінчив Київський художній інститут, де навчався у Миколи Попова, Валентина Сергєєва, Андрія Чебикіна.
Протягом 1986—1987 років працював на Київській кіностудії науково-популярних фільмів. Мешкав у Києві в будинку на вулиці Пожарського, № 7.

## Творчість
Працює в галузях графіки, монументального живопису (у роботах використовує камені-самоцвіти, рельєф на золоті, орнамент у рамах). Розписав іконостаси у:
- Покровській церкві міста Хойників (1990);
- Свято-Пантелеймонівському храмі міста Білокуріхи (1991);
- Церкві Серафима Саровського у Пущі-Водиці в Києві (1991);
- Свято-Ілліннській церкві у Києві (1993);
- Церкві святого Адріана і Наталії в Одесі (1994);
- Свято-Троїцкому монастирі у Хевроні (1995);
- Церкві святого Максима Сповідника у селі Суботцях Кіровоградської області (2002);
- Церкві Іоана Златоуста у Ялті (2002);
- Воскресенській церкві у Форосі (2003).

Автор серій графічних робіт — «Подвиги партизан» (1986), «Кияни» (1987).
Провів персональні виставки у Львові у 2003 році, Празі у 2004 році, Турині та Мілані у 2005 році.